# Dicranoloma capillifolioides
Dicranoloma capillifolioides là một loài rêu trong họ Dicranaceae. Loài này được Broth. mô tả khoa học đầu tiên năm 1924.